# Hastula hastata
Hastula hastata é uma espécie de gastrópode do gênero Hastula, pertencente a família Terebridae.